# Reino de Fogo
Reign of Fire (pt/br: Reino de Fogo) é um filme dos Estados Unidos lançado em 2002 baseado em história de Gregg Chabot e Kevin Peterka.

## Enredo
O filme fala sobre uma catástrofe fictícia de proporções globais. Começa em 2008, quando uma equipe de engenheiros de expansão da linha de metro em Londres acaba descobrindo um dragão vivo no subsolo. É então que começa a catástrofe: o dragão adormecido desperta e traz com ele milhares de dragões, que se reproduzem rapidamente.
Nos anos seguintes, quase toda a espécie humana se extingue, sobrando apenas um pequeno grupo de pessoas que se abriga em um "castelo" e planejam a exterminação total dos dragões, para que a espécie humana volte a prevalecer.

## Elenco
- Christian Bale — Quinn
- Matthew McConaughey — Van Zan
- Izabella Scorupco — Alex Jensen
- Gerard Butler — Dave Creedy
- Scott Mouttier — Jared Wilke
- David Kennedy — Eddie Stax
- Alexander Siddig — Ajay
- Ned Dennehy — Barlow
- Rory Keenan — Devon
- Terence Maynard — Gideon
- Doug Cockle — Goosh
- Randall Carlton — Burke